# 地獄廚房 (曼哈頓)
地狱厨房（英語：Hell's Kitchen），有时也被称为“克林顿区（Clinton）”，是美国纽约市曼哈顿中城、西城的一个近邻社区。传统上，这个近邻社区被认为是南至34街、北抵59街、东到第八大道、西达哈德逊河的这块区域。这个地区为曼哈顿中城的商业区提供交通、医疗和仓库基础设施的支持。
地狱厨房一度是贫困或工薪阶层爱尔兰裔美国人的堡垒，但自1970年代以来，地狱厨房在曼哈顿中城的位置改变了它的个性。虽然由于地狱厨房的声誉而导致该地区的房价长期低于曼哈顿其他大多数区域，但到了1969年，根据城市规划委员会的《纽约市规划》报告称，曼哈顿中城其他地区的发展压力正促使其他地区的人口驾车前往该地区定居。自1990年代以来，地狱厨房的建筑一直处于高档化阶段，这导致租金迅速上涨。因为地狱厨房临近百老汇剧院和演员工作室培训学校，所以这里长期以来都是正处于学习或实习阶段的男女演员们的居住地。近年来，一些年轻的华尔街金融家也来此处居住。
地狱厨房是曼哈顿第四街道的一部分，这里主要的邮政编码为10018、10019、10036。这里的巡逻隶属于纽约市警局的第十和第十八管辖区。

## 地区边界

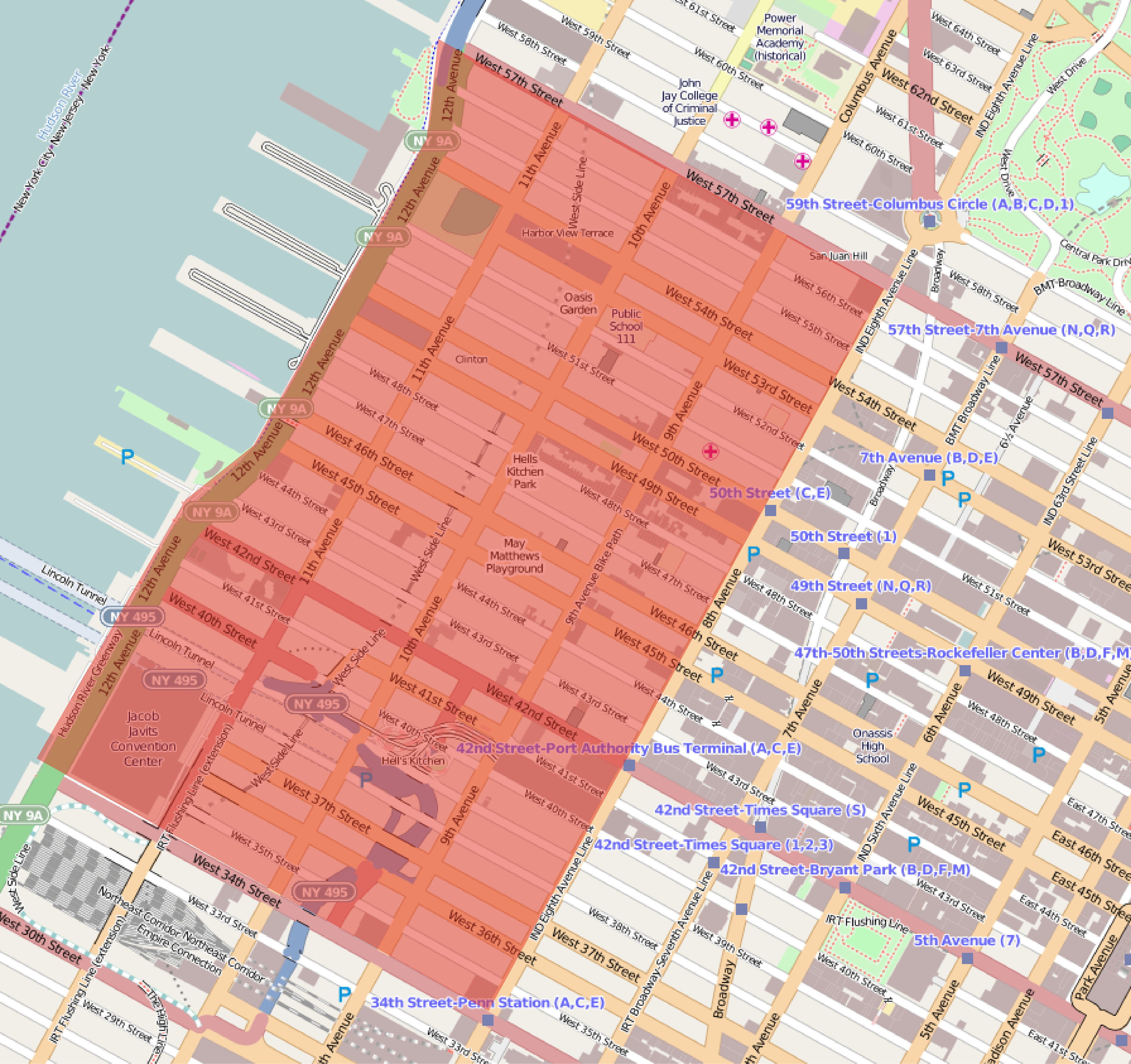
地狱厨房地区地图

“地狱厨房”这个名字所包含的区域通常是指34街到59街这片地区。而在第八大道以西和43街以北地区，城市分区规定将这一区域的建筑为限高在六层。因此，这里的建筑大多比较陈旧，而且往往是仅带楼梯式公寓。这个片区域所使用的邮政编码通常是10019和10036。而10019邮局也被称为“广播城站”，这是第六大道洛克菲勒中心的原名。
地狱厨房的东部边界在第八大道上与时报广场的剧场区重叠；同时其东南部边界也在第八大道上与服装区重叠。这里有两个重要的地标性建筑，纽约客酒店和充满活力的曼哈顿中心建筑群（位于34街和第八大道的西北角）。包括在第八大道过渡区域的地点有：在42街的纽新航港局客运总站、中城骄傲消防站（包括15名消防员在内的整个班次于世贸中心牺牲）、含54俱乐部在内的一些戏院、《宋飞传》中“纳粹汤”的原型餐厅和赫斯特大楼。
地狱厨房的北部边界与上西城相邻，57街是这两个街区的传统分界线。但是，地狱厨房的北部区域被认为应该向北延伸到59街，与中央公园南部的第八大道（此处第八大道已经改名）接壤。如果这里被认为是地狱厨房的北部边界，那么就与上西城重叠了。57街到59街的过渡区域包括位于哥伦布圆环的时代华纳中心、哈德森酒店、约翰·列侬在1980年遭受枪击后去世的圣卢克罗斯福医院中心和约翰·杰刑事司法学院。
地狱厨房的南部边界位于切尔西区，但由于这两个区都是作为支持曼哈顿中城商业区而存在，因此这两个街区重叠在一起并且经常被混称“西区”。这两区的传统分界线是34街。它们之间的过渡区域包括麦迪逊花园广场和纽约宾夕法尼亚车站以北的賈維茨會議中心等。
地狱厨房的西部边界位于哈德逊河公园和西区公路边的哈德逊河。

## 名称由来

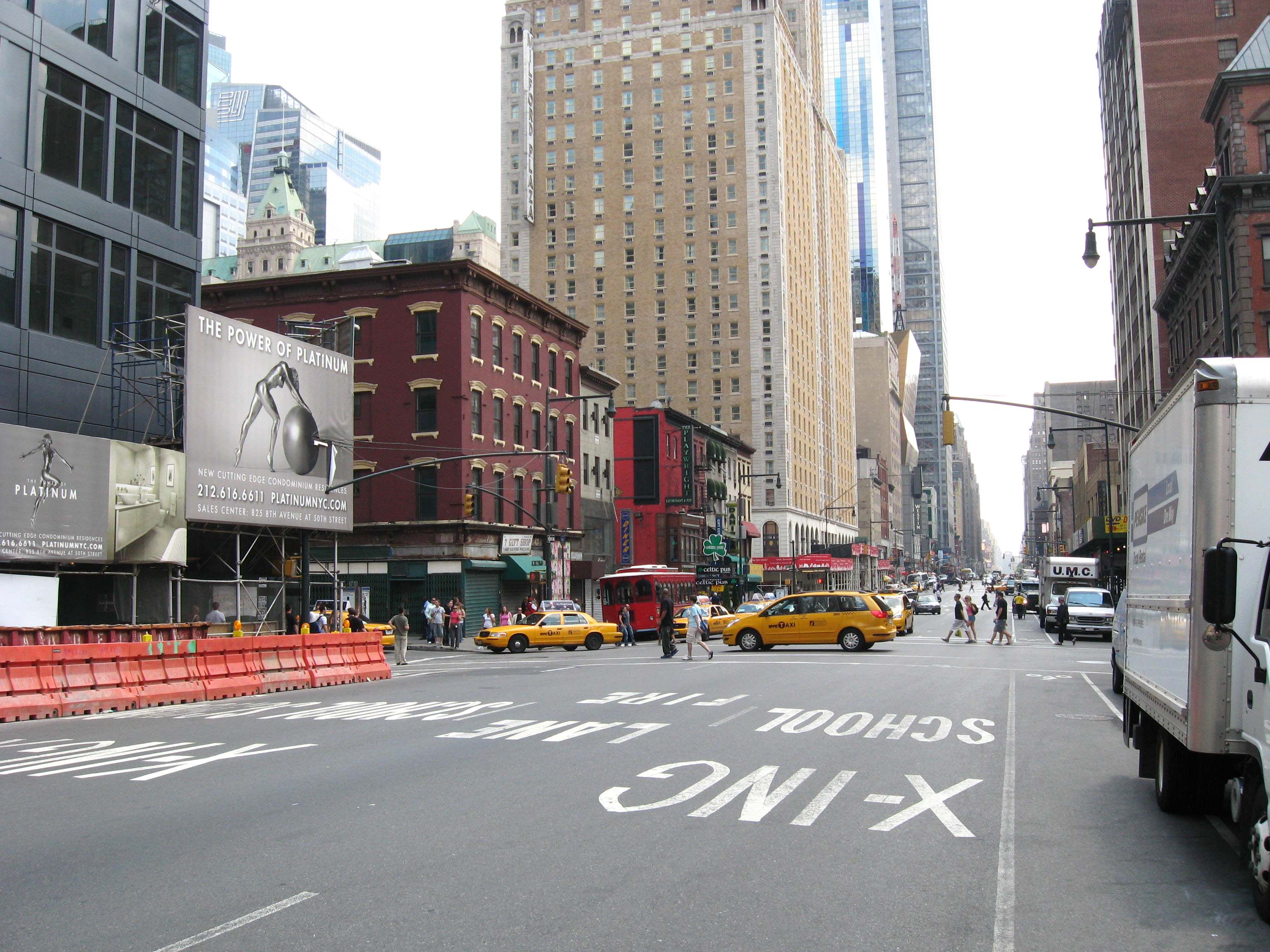
从第八大道和46街向南看

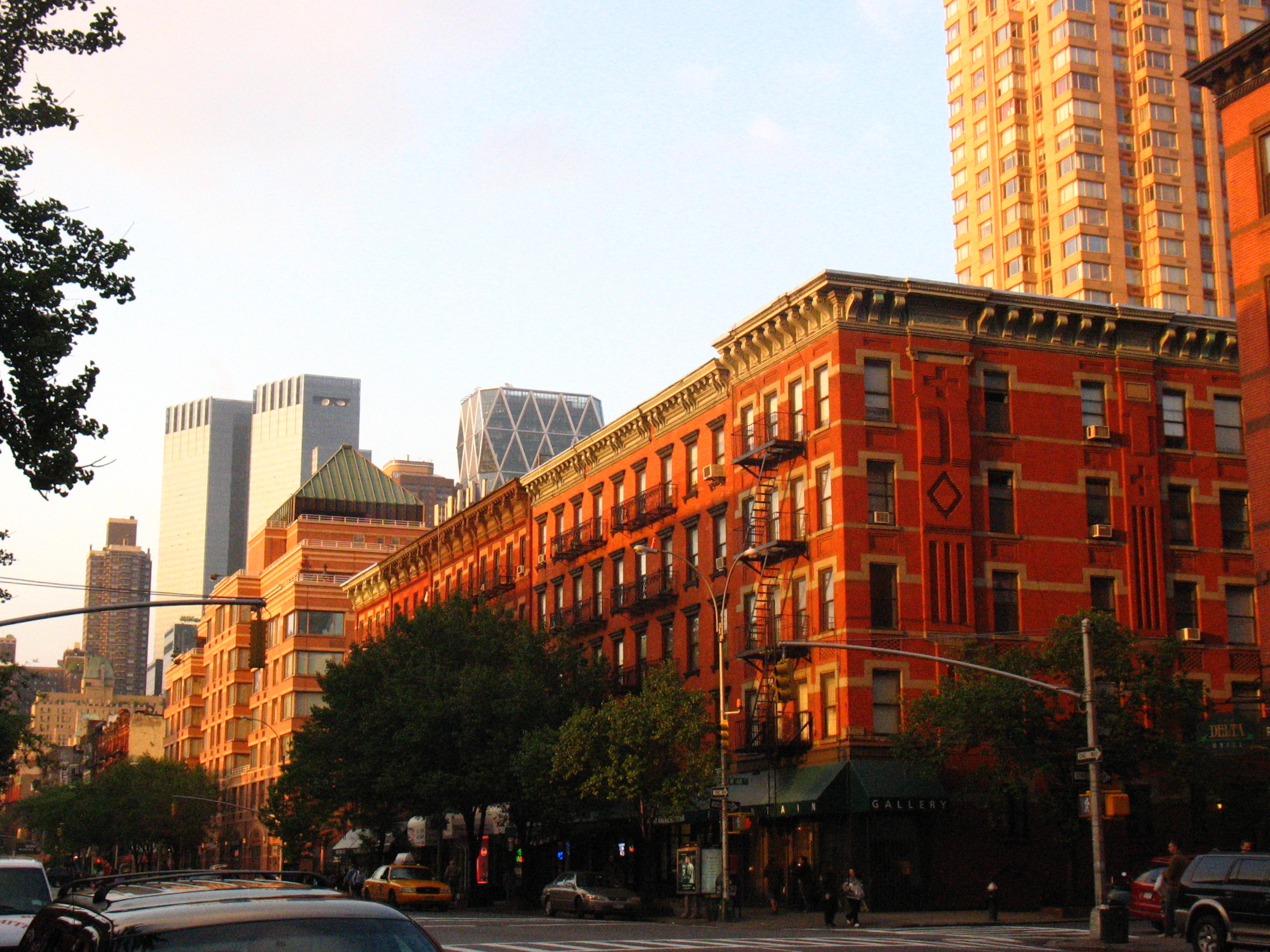
立于第九大道从47街和48街向东北看，可见时代华纳中心和赫斯特大楼。

关于“地狱厨房”名字的起源有好几种说法。这个短语的早期使用来自大卫·克洛科特对于另一个臭名昭著的爱尔兰贫民窟——曼哈顿的五点区的评论。根据花园城市地区爱尔兰文化协会（Irish Cultural Society of the Garden City Area）的说法：
当时在1935年，大卫·克洛科特说道，“在我祖国的某些地方，当你遇到一个爱尔兰人时，你会找到一位一流的绅士；但他们简直比野人还糟糕；他们甚至卑鄙到没有资格去擦拭地狱厨房。”他指的是五点区。
而根据科克利·格林威尔（Kirkley Greenwell）发表在地狱厨房街区协会（Hell's Kitchen Neighborhood Association）的一篇在线文章显示：
没有人可以确定（地狱厨房）这个标签的确切来源，但有些人将54街的某个物业单位称为第一个“地狱厨房”；而另一个解释则指出，39街某个臭名昭著的建筑才是最初的地狱厨房。此外，一个帮派和一个低级酒吧也取过这个名字。……在伦敦也存在类似的贫民窟，而它们也被称为地狱厨房。
本地的历史学家玛丽·克拉克（Mary Clark）解释了这个名字的来源：
……（地狱厨房这个名字）首次出现在1881年9月20日，当时一名《纽约时报》的记者带着一份警察的指引前往西30街，他想调查那里发生的多起谋杀案。他将第39街和第十大道上一个特别臭名昭着的物业称为“地狱厨房”，并说整个街区“可能是这个城市中最低贱和最肮脏的”。根据这个版本，第九大道和第十大道之间的39街就被称为“地狱厨房”；但后来这个称呼被逐渐扩大到周边的街道。另一个版本的说法则将这个名称的起源归咎于当地的一家德国餐厅，因为它的业主将它改名为“地狱厨房”。但最常见的版本还是来自《警探荷兰弗雷德（Dutch Fred the Cop）》这个故事。弗雷德是一个资深警探，他和他新人搭档在第十大道附近的西39街观看了一起小型骚乱。这个新人应该是说“这里简直就是地狱”。弗雷德却回答道：“地狱气候宜人。这里是地狱厨房。”
在1929年出版的《反玛纳：纽约故事》一书中指出，1857年恐慌是由于盘踞在“臭名昭著的位于21街和东河的‘瓦斯站区（Gas House District）’和位于西30街‘地狱厨房’”的黑帮所造成的。
地狱厨房是该街区最常用的名字，即使房地产开发商提供了诸如“克林顿区”、“中城西区”，乃至“中西区”这样的替代名称。“克林顿区”由纽约市政府于1959年开始采用，试图将该地区与位于52街和第十一大道上的德维特·克林顿公园联系起来。该公园以19世纪的一位纽约州长名字命名。

## 流行文化

### 电影
- 地狱厨房 (2019年电影)

### 音乐
- 《纽约市》（1989年发表）：来自The Cult（英语：The Cult）的音乐作品
- 《地狱厨房》（1997年发表）：来自梦剧场1997年所出版之专辑《万劫不复（英语：Falling into Infinity）》内的一首纯音乐歌曲，在西53街的电站录音室（英语：Power Station (recording studio)）内录制完成

### 出典
1. 1 2  . 纽约市政府官方网站. 纽约市城市规划局.   [2019-05-13]. （原始内容存档于2019-03-23）.
2. ↑  . CityData. Advameg Inc.   [2019-03-18]. （原始内容存档于2019-03-23）.
3. ↑  David M Levitt. . 彭博社.   [2019-05-13]. （原始内容存档于2019-04-16）.
4. 1 2 3 4 5  Michael R. Benson. . 纽约时报.   [2019-05-13]. （原始内容存档于2019-05-13）.
5. ↑  Walsh, John. . Irish Cultural Society of the Garden City Area. 1994-09  [2019-05-13]. （原始内容存档于2015-05-26）.
6. ↑  Greenwell, Kirkley. . Hell's Kitchen Neighborhood Association. 2010-10-14  [2019-05-13]. （原始内容存档于2010-12-21）.
7. ↑  Bruce Lambert. . 纽约时报.   [2019-05-13]. （原始内容存档于2020-12-20）.
8. ↑  . 纽约市公园与休闲区管理局.   [2019-05-13]. （原始内容存档于2020-09-23）.
9. ↑  Bank of the Manhattan Company; Brearley Service Organization. . The Manhattan company. 1929: 160  [2019-05-14]. （原始内容存档于2021-11-05）.
10. ↑  John Freeman Gill. . 纽约时报.   [2019-05-14]. （原始内容存档于2019-05-14）.